# كاتلين إيتو
كاتلين إيتو (بالرومانية: Cătălin Itu) هو لاعب كرة قدم روماني في مركز الوسط، ولد في 26 أكتوبر 1999 في ديج ‏ في رومانيا. شارك مع منتخب رومانيا تحت 21 سنة لكرة القدم. أما مع النوادي، فقد لعب مع دينامو بوخارست وسي إف آر كلوج.

## وصلات خارجية
- كاتلين إيتو على موقع قاعدة بيانات كرة القدم.إي يو (الإنجليزية)
- كاتلين إيتو على موقع Soccerway.com (الإنجليزية)